# Indigofera krookii
Indigofera krookii är en ärtväxtart som beskrevs av Alexander Zahlbruckner. Indigofera krookii ingår i släktet indigosläktet, och familjen ärtväxter. Inga underarter finns listade i Catalogue of Life.